# Chrominae
La sottofamiglia Chrominae fa parte della grande famiglia dei Pomacentridae ed è diffusa nella fascia tropicale e subtropicale dell'Oceano Atlantico e Indopacifico, Mar Rosso e mar Mediterraneo compresi.
Oltre ai generi Acanthochromis, Azurina e Mecaenichthys appartengono ad essa 
oltre 80 specie del genere Chromis, conosciute come  castagnole e 10 specie di damigelle, del genere Dascyllus.

## Alimentazione
I Chrominae sono pesci piccoli che vivono nel reef corallino nutrendosi di zooplankton, molluschi e alghe.

## Acquariofilia
In acquariofilia i generi Dascyllus e Chromis riscuotono grande successo per via delle sgargianti colorazioni e le piccole dimensioni.

## Specie

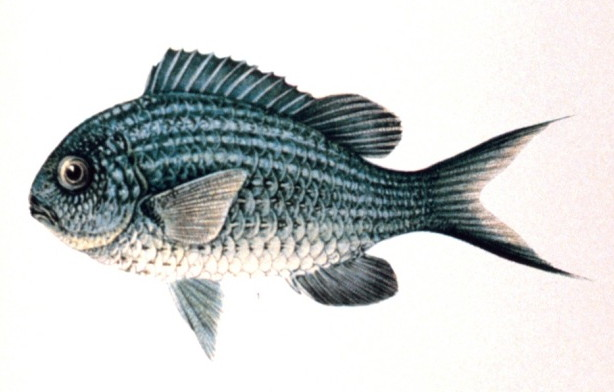
Chromis caerulea

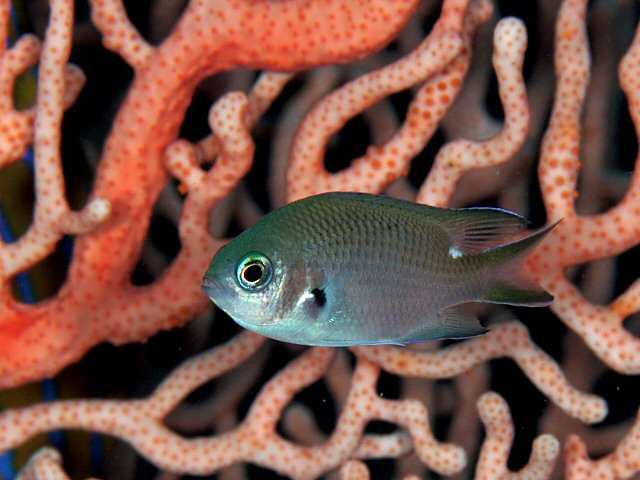
Chromis notata

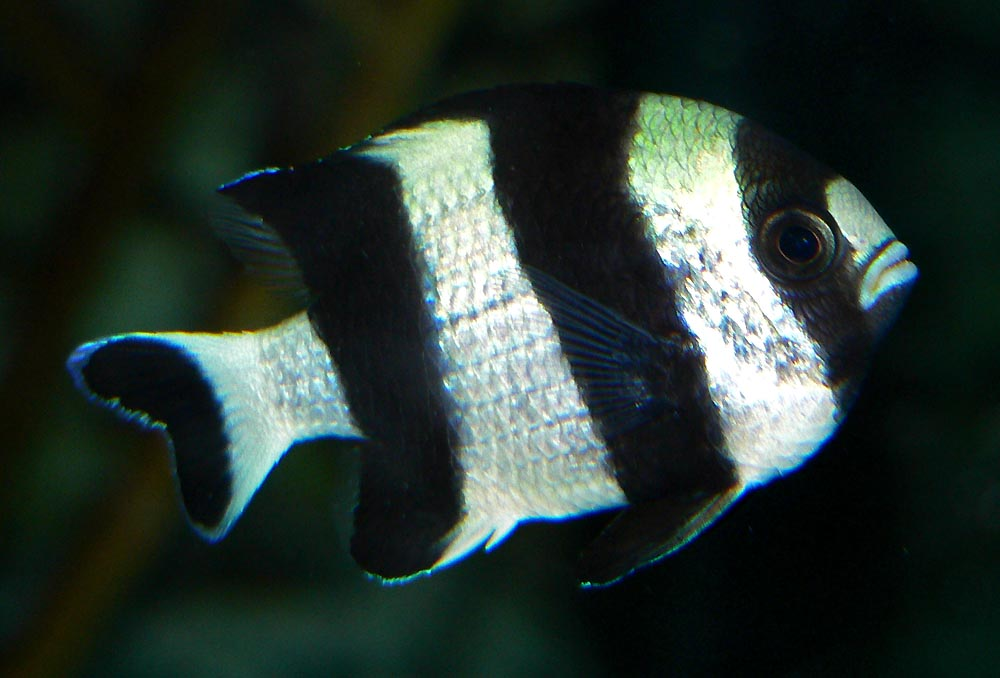
Dascyllus melanurus

- Acanthochromis polyacanthus
- Azurina eupalama
- Azurina hirundo
- Chromis abrupta
- Chromis abyssicola
- Chromis acares
- Chromis agilis
- Chromis albomaculata
- Chromis alleni
- Chromis alpha
- Chromis alta
- Chromis amboinensis
- Chromis analis
- Chromis atrilobata
- Chromis atripectoralis
- Chromis atripes
- Chromis axillaris
- Chromis bami
- Chromis cadenati
- Chromis caerulea Chromis caerulea
- Chromis caudalis
- Chromis chromis
- Chromis chrysura
- Chromis cinerascens
- Chromis crusma
- Chromis cyanea
- Chromis dasygenys
- Chromis delta
- Chromis dimidiata
- Chromis dispilus
- Chromis elerae
- Chromis enchrysura
- Chromis fatuhivae
- Chromis flavapicis
- Chromis flavaxilla
- Chromis flavicauda
- Chromis flavipectoralis
- Chromis flavomaculata
- Chromis fumea
- Chromis hanui
- Chromis hypsilepis
- Chromis insolata
- Chromis intercrusma
- Chromis iomelas
- Chromis jubauna
- Chromis klunzingeri Chromis notata
- Chromis lepidolepis
- Chromis leucura
- Chromis limbata
- Chromis limbaughi
- Chromis lineata
- Chromis lubbocki
- Chromis margaritifer
- Chromis megalopsis
- Chromis meridiana
- Chromis mirationis
- Chromis multilineata
- Chromis nigroanalis
- Chromis nigrura
- Chromis nitida
- Chromis notata
- Chromis okamurai
- Chromis opercularis
- Chromis ovalis
- Chromis ovatiformis
- Chromis pamae
- Chromis pelloura
- Chromis pembae
- Chromis planesi
- Chromis punctipinnis
- Chromis randalli
- Chromis retrofasciata
- Chromis sanctaehelenae
- Chromis scotochiloptera
- Chromis scotti
- Chromis struhsakeri
- Chromis ternatensis
- Chromis trialpha
- Chromis vanderbilti
- Chromis verater
- Chromis viridis
- Chromis weberi
- Chromis westaustralis
- Chromis woodsi
- Chromis xanthochira
- Chromis xanthopterygia
- Chromis xanthura
- Chromis xutha Dascyllus melanurus
- Dascyllus albisella
- Dascyllus aruanus
- Dascyllus auripinnis
- Dascyllus carneus
- Dascyllus flavicaudus
- Dascyllus marginatus
- Dascyllus melanurus
- Dascyllus reticulatus
- Dascyllus strasburgi
- Dascyllus trimaculatus
- Mecaenichthys immaculatus